# Liste der Bodendenkmäler in Grasbrunn
Auf dieser Seite sind die Bodendenkmäler in der oberbayerischen Gemeinde Grasbrunn zusammengestellt. Diese Tabelle ist eine Teilliste der Liste der Bodendenkmäler in Bayern. Grundlage ist die Bayerische Denkmalliste, die auf Basis des Bayerischen Denkmalschutzgesetzes vom 1. Oktober 1973 erstmals erstellt wurde und seither durch das Bayerische Landesamt für Denkmalpflege geführt wird. Die folgenden Angaben ersetzen nicht die rechtsverbindliche Auskunft der Denkmalschutzbehörde.

## Bodendenkmäler in Grasbrunn
| Lage                       | Objekt | Akten-Nr.     | Bild           |
| -------------------------- | --- | ------------- | -------------- |
| (Standort)                 | Verebnete Grabhügel vorgeschichtlicher Zeitstellung. | D-1-7936-0021 |                |
| (Standort)                 | Verebnete Grabhügel vorgeschichtlicher Zeitstellung. | D-1-7936-0022 |                |
| (Standort)                 | Verebnete Grabhügel vorgeschichtlicher Zeitstellung. | D-1-7936-0023 |                |
| (Standort)                 | Siedlung vor- und frühgeschichtlicher Zeitstellung. | D-1-7936-0024 |                |
| (Standort)                 | Siedlung vorgeschichtlicher Zeitstellung. | D-1-7936-0037 |                |
| Möschenfeld (Standort)     | Untertägige mittelalterliche und frühneuzeitliche Befunde im Bereich der katholischen Wallfahrtskirche St. Ottilia in Möschenfeld und ihrer Vorgängerbauten. | D-1-7936-0043 | weitere Bilder |
| (Standort)                 | Untertägige mittelalterliche und frühneuzeitliche Befunde im Bereich der ehemaligen Schwaige und Hofmark Möschenfeld.                                        | D-1-7936-0044 |                |
| (Standort)                 | Untertägige mittelalterliche und frühneuzeitliche Befunde im Bereich der katholischen Filialkirche St. Ägidius in Keferloh mit aufgelassen Friedhof.         | D-1-7936-0045 | weitere Bilder |
| Kirchenstraße 3 (Standort) | Untertägige mittelalterliche und frühneuzeitliche Befunde im Bereich der katholischen Filialkirche St. Ulrich in Grasbrunn.                                  | D-1-7936-0047 | weitere Bilder |
| Kirchenstraße 1 (Standort) | Untertägige mittelalterliche und frühneuzeitliche Befunde im Bereich der katholischen Filialkirche St. Andreas in Harthausen.                                | D-1-7936-0057 | weitere Bilder |
| (Standort)                 | Verebneter Grabhügel mit Kreisgraben vorgeschichtlicher Zeitstellung.                                                                                        | D-1-7936-0077 |                |